# Elecciones municipales de 1983 en Santa Fe
Las elecciones municipales de 1983 se celebraron en Santa Fe el domingo, 8 de mayo, de acuerdo con el Real Decreto de convocatoria de elecciones locales en España dispuesto el 9 de marzo de 1983 y publicado en el Boletín Oficial del Estado el día 10 de marzo. Se eligieron los 17 concejales del pleno del Ayuntamiento de Santa Fe mediante un sistema proporcional con listas cerradas y un umbral electoral del 5%.

## Resultados
El Partido Socialista Obrero Español se alzó con la mayoría absoluta al obtener 13 de los 17 concejales, uno más que en la anterior convocatoria. Por su parte, la coalición formada por Alianza Popular, Partido Demócrata Popular y la Unión Liberal consiguió 3 concejales, absorbiendo el grueso del electorado de la Unión de Centro Democrático, el Partido Comunista de España obtuvo representación en el consistorio santaferino por primera vez en la historia, única en presentándose en solitario, y el Centro Democrático y Social no alcanzó la barrera del 5%.
| Candidatura                 | Candidatura                                             | Votos | %                              | Concejales                     |
| --------------------------- | ------------------------------------------------------- | ----- | ------------------------------ | ------------------------------ |
|                             | Partido Socialista Obrero Español                       | 3952  | 71.5                           | 13                             |
|                             | Alianza Popular-Partido Demócrata Popular-Unión Liberal | 1013  | 18.33                          | 3                              |
|                             | Partido Comunista de España                             | 320   | 5.79                           | 1                              |
| Centro Democrático y Social | Centro Democrático y Social                             | 242   | 4.38                           | 0                              |
| Votos en blanco             | Votos en blanco                                         | 0     | 0                              | -                              |
| Votos válidos               | Votos válidos                                           | 5527  | 100                            | 17                             |
| Votos nulos                 | Votos nulos                                             | 0     | Participación \| \| 71.07 % \| | Participación \| \| 71.07 % \| |
| Votantes                    | Votantes                                                | 5527  | Participación \| \| 71.07 % \| | Participación \| \| 71.07 % \| |
| Electores                   | Electores                                               | 7777  | Participación \| \| 71.07 % \| | Participación \| \| 71.07 % \| |
|                             | 71.07 %                                                 |       |                                |                                |

## Investidura del alcalde
La ley electoral municipal española establece una cláusula que declara que, si ningún candidato a alcalde conseguía reunir una mayoría absoluta de votos de los concejales del pleno en la sesión constitutiva de la nueva corporación para ser elegido para el cargo, el candidato de la mayoría del partido más votado sería automáticamente elegido para este.
Por tanto, y gracias a la mayoría absoluta del PSOE en el consistorio, Antonio Callejas Arenas revalidó su cargo como alcalde de Santa Fe.